# Maxette Pirbakas
Maxette Pirbakas (Pointe-à-Pitre, 14 aprile 1975) è una sindacalista e politica francese, europarlamentare dal 2019 al 2024.

## Biografia
È nata nell'aprile 1975 a Pointe-à-Pitre. Dopo il liceo, partì per diventare assistente di volo a Montpellier, ma non terminò la sua formazione. Un anno dopo, è tornata in Guadalupa per lavorare come hostess di terra presso Air Guadeloupe.
Dopo una formazione agricola, si è trasferita nel 1995 in GFA a Port-Louis. Lasciò la sua posizione ad Air Guadeloupe per dedicarsi esclusivamente all'agricoltura con produzione di canna da zucchero. Con l'aiuto del marito, ha sviluppato l'azienda verso la produzione vegetale nel 1996, poi con la produzione di banane nel 2012.
Dal 2018, quando si è separata dal marito, che ha lavorato con lei nelle sue aziende e all'interno del sindacato agricolo FDSEA Guadeloupe, Maxette Pirbakas si è dedicata esclusivamente alla politica.
Leader sindacale della Fédération nationale des syndicats d'exploitants agricoles, è nota per le sue lotte in difesa dei contadini della Guadalupa.
Aderisce al Rassemblement National nel febbraio 2019.
Viene eletta nelle elezioni europee del 2019. In settembre è nominata anche portavoce del Rassemblement National.
Nel febbraio 2022 lascia RN per aderire al partito Reconquête.